# Culicoides yamii
Culicoides yamii är en tvåvingeart som beskrevs av Lien, Lin och Li-Qiong Weng 1998. Culicoides yamii ingår i släktet Culicoides och familjen svidknott. Inga underarter finns listade i Catalogue of Life.